# Circus Mircus
Circus Mircus es un banda de rock progresivo georgiana, actualmente compuesta por tres miembros. El grupo mayoritariamente toca música experimental y mezcla géneros numerosos, los cuales representan una experiencia de vida y el "mundo interior" de cada miembro. Estos representarán a Georgia en el Festival de la Canción de Eurovisión 2022.
La banda fue formada al final de 2020 en Tbilisi, cuando tres miembros de una academia de circo local se hicieron amigos y dejaron la academia para formar su propia banda. Según un miembro del grupo, los tres "no eran suficientes buenos, [éramos] probablemente los peores de la compañía, [y] es por eso que nos hicimos amigos." El 14 de noviembre de 2021, la Radiodifusión Pública de Georgia anunció que el grupo había sido internamente seleccionado para representar al país en el Festival de Eurovisión 2022, celebrado en Turín, Italia.